# Burg Kōriyama
Die Burg Kōriyama (japanisch 郡山城, Kōriyama-jō) befindet sich in der Stadt Yamatokōriyama, Präfektur Nara (früher Provinz Yamato). In der Edo-Zeit residierten dort zuletzt die Yanagisawa, die mit einem Einkommen von 151.000 Koku zu den größeren Fudai-Daimyō zählten.

## Burgherren in der Edo-Zeit
- Ab 1616 Mizuno mit 60.000 Koku.
- Ab 1619 Matsudaira (Okudaira) mit 120.000 Koku.
- Ab 1639 Honda mit 150.000 Koku.
- Ab 1679 Matsudaira (Fujii) mit 80.000 Koku.
- Ab 1724 Yanagisawa mit 110.000 Koku.

## Geschichte und Anlage der Burg

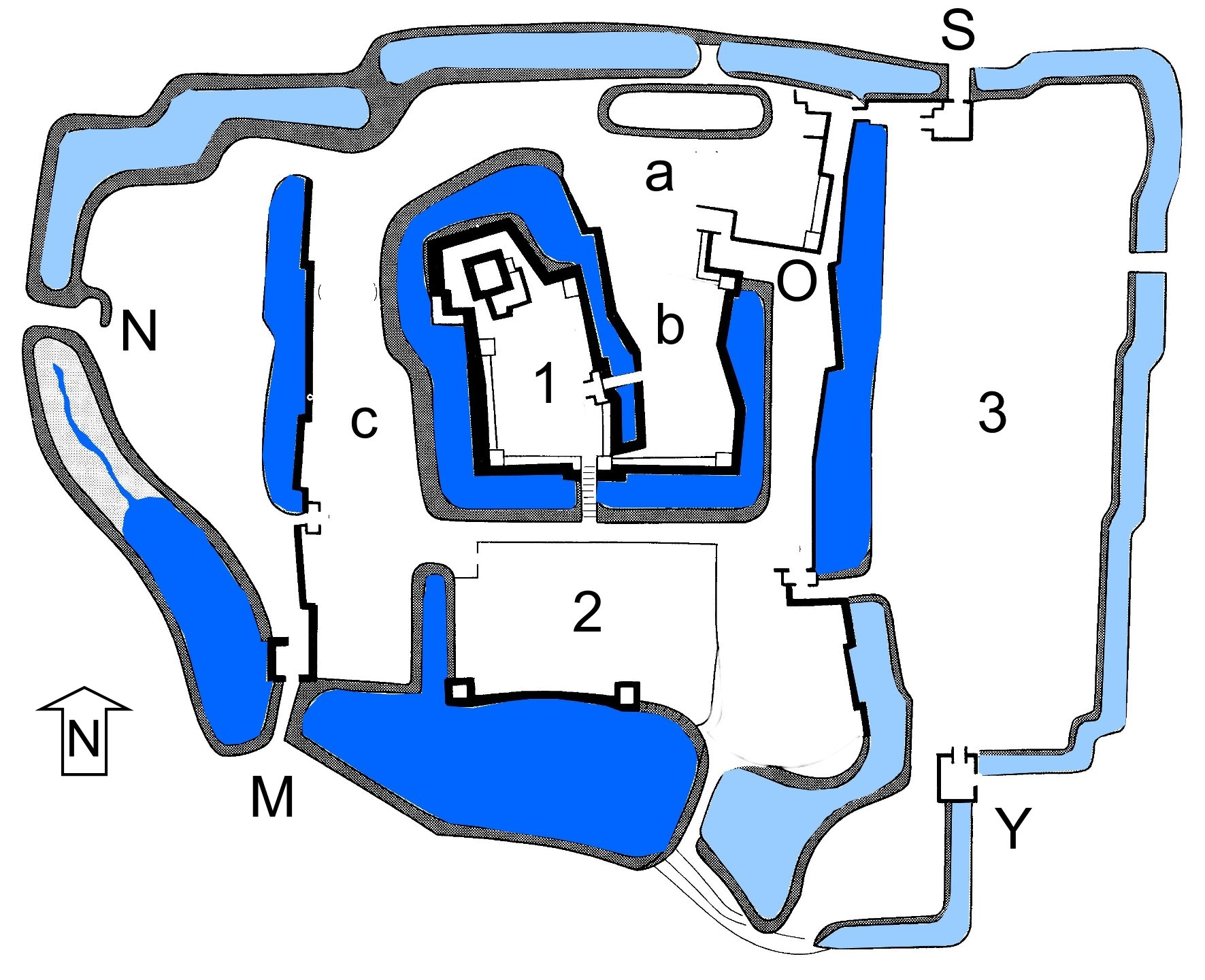
Plan der Burg
Dunkelblau: erhaltene Gräben
1: Hommaru mit Burgturm
2: Ni-no-maru mit Residenz
3: San-no-maru. Weitere Angaben s. u.

Die Burg Kōriyama wurde in der Sengoku-Zeit von Tsutsui Junkei (1559–1584), Toyotomi Hidenaga (豊臣 秀長; 1540–1591), Mashita Nagamori (増田 長盛; 1554–1615) und anderen genutzt. Zu Beginn der Edo-Zeit waren Burgverwalter eingesetzt, die Burg brannte jedoch im Zusammenhang mit der Belagerung von Ōsaka 1615 ab.
Als erster Burgherr übernahm Mizuno Katsunari (水野 勝成; 1564–1651) Kōriyama, der die Burg im folgenden Jahr wieder aufbaute. Bereits 1619 bezog Matsudaira Tadaakira (松平 忠明; 1583–1644) aus dem Okudaira-Zweig die Burg. Er gestaltete den Burgbezirk Ni-no-maru. Nach verschiedenen Burgherren übernahm im Jahr 1724 Yanagisawa Yoshisato (柳沢 吉里; 1687–1745) die Burg. Die Yanagisawa blieben Burgherren bis zur Meiji-Restauration 1868.
Die auf einer Anhöhe gelegene Burg hatte eine Ausdehnung von 300.000 m² und bestand aus den Bezirken Hommaru, Ni-no-maru, San-no-maru, die durch die Wassergräben Sakyō-bori (左京堀), Unagi-bori (鰻堀) und Uguisu-bori (鶯堀) geschützt waren. Weiter draußen war die Burgstadt von dem Außengraben, dem Soto-bori, geschützt. An der Südwestecke der Burg befand sich das Haupttor (大手門, Ōte-mon), auch „Weidentor“ (柳御門, Yanagi-gomon) genannt. Weitere Tore waren das „Kirschblüten-Tor“ (桜門, Sakura-mon) an der Nordostecke, das „Westtor“ (西門, Nishi-mon) an der Westseite des Ni-no-maru, und das „Südtor“ (南門, Minami-mon) an der Südwestecke, der Stadt zugewandt. Das Hommaru war von einem eigenen Wassergraben umgeben. Dort befand sich der fünfstöckige Burgturm.
Gegenwärtig befindet sich Burgbezirk Ni-no-maru das städtische Gymnasium, im San-no-maru das Rathaus der Stadt. Im Nordbereich befindet sich die Mittelschule der Stadt. Das Oitemon (追手門) und der zweistöckige Eck-Wachturm (向櫓, Mukai-yagura) in der Nähe wurden als Nachbau wieder hergestellt. Am Südrand des Ni-no-maru sind hohe Steinmauern und der Wassergraben erhalten.

## Bilder

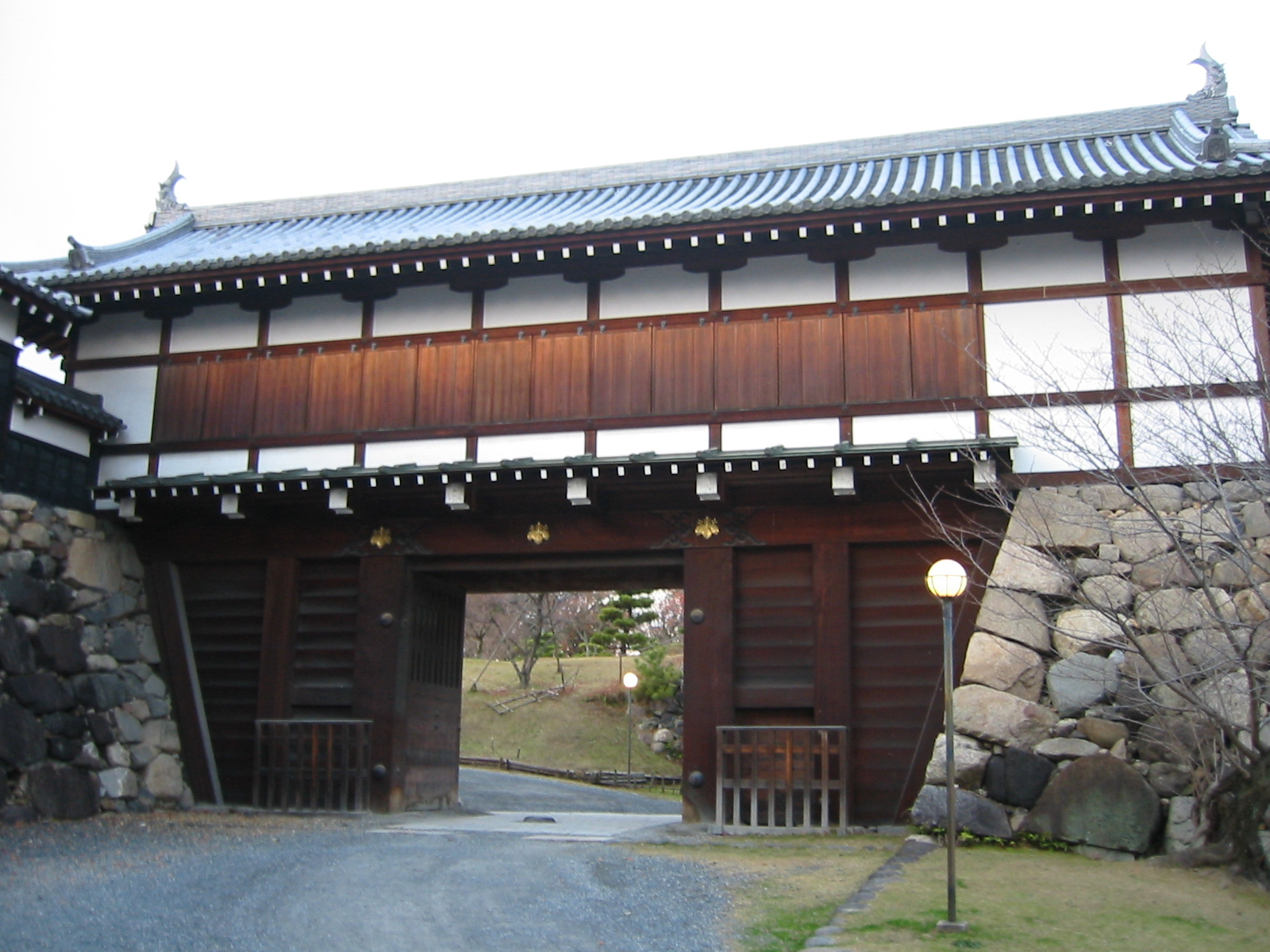
Oite-mon
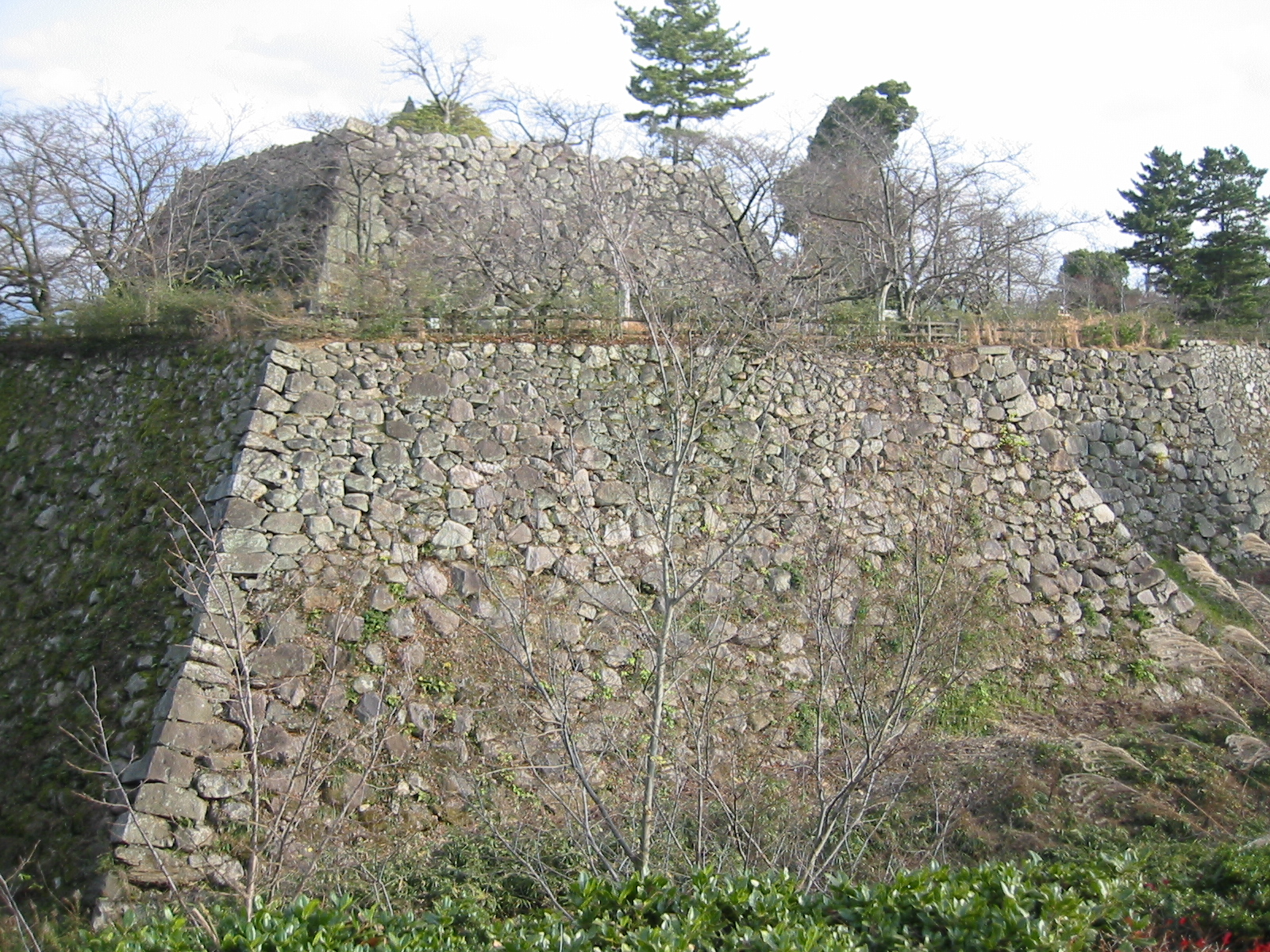
Basis des Tenshu
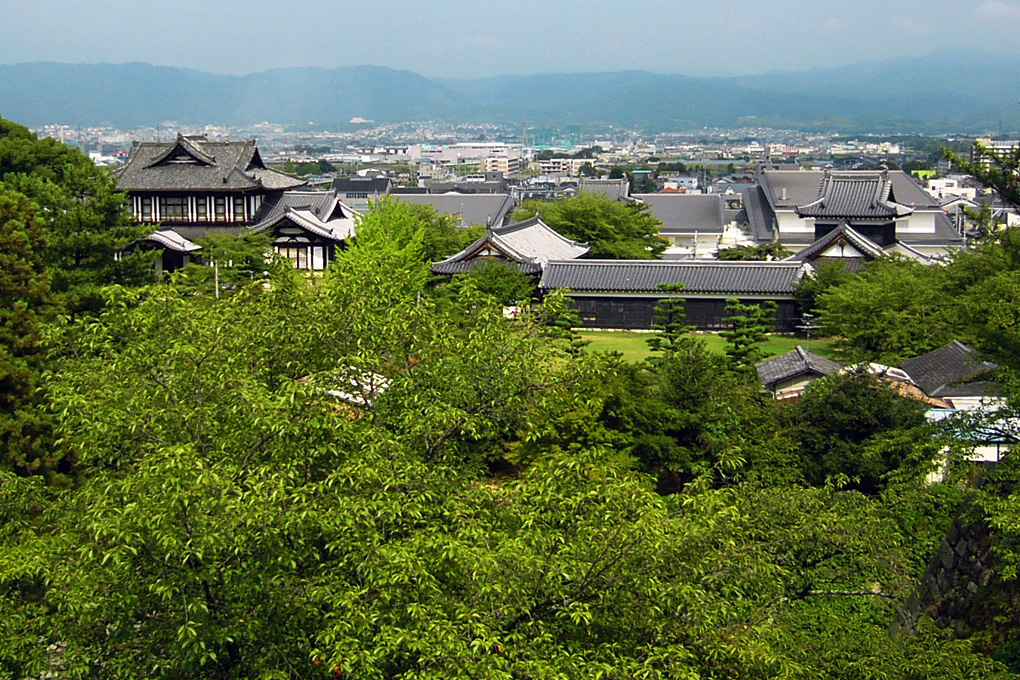
Blick vom Tenshu Richtung Bishamon
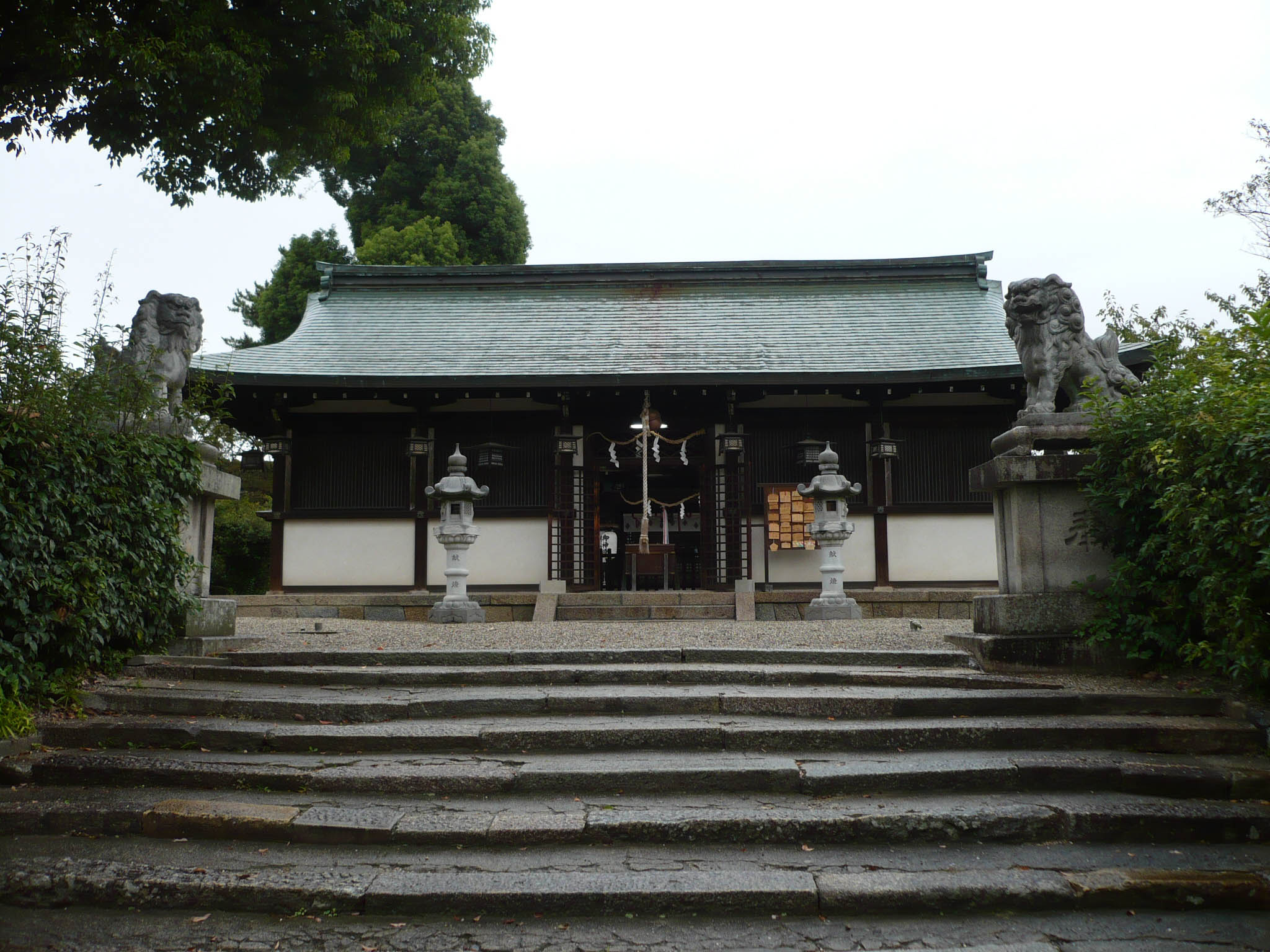
Yanagisawa-Schrein im Hommaru
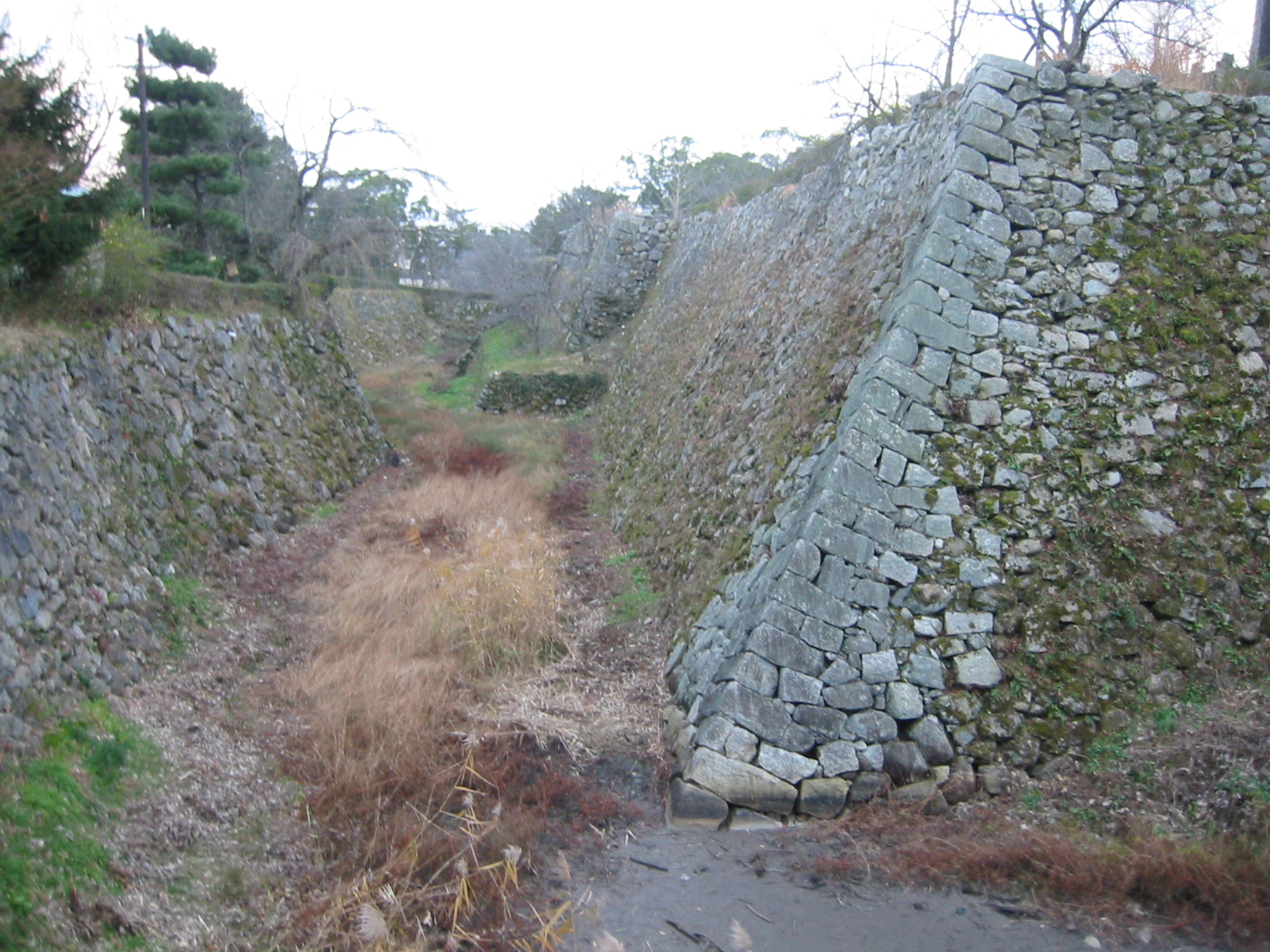
Bishamon (links), Hommaru (rechts)

## Weitere Angaben zur Burganlage
1. ↑  M: Minamimon, N: Nishimon, O: Oite-mon, S: Sakura-mon, Y: Yanagi-gomon
a: Ichian-maru, b: Bishamon-Unterbezirk, c: Grüner Unterbezirk.